# Mouvement Saqqa-Khaneh
Le mouvement Saqqa-Khaneh ou école de Saqqa-Khaneh (également connue sous le nom de Saqqā-ḵāna, Saqqa-khaneh, Saqakhaneh, Sahakhanah) est un mouvement artistique d'art moderne néo-traditionnel iranien actif des années 1950 à la révolution iranienne de 1979.
Enraciné dans une histoire de peintures de café et d'éléments visuels de l'Islam chiite, il s'appuie sur les motifs et les éléments culturels traditionnel du pays pour développer un art moderne local et redéfinir une identité artistique nationale.

## Histoire

### Contexte
La pensée occidentale fait son incursion dans la société iranienne au XIXe siècle. Au mitan du siècle suivant, l'intelligentsia locale est principalement anti-traditionaliste, mais se divise en deux courants au début des années 1960 : ceux qui souhaitent l'intégrer complètement, y compris en excluant une forme hybride — les « Occidentalistes » (en persan : gharb-zadegân) — et ceux qui campent sur une position conservatrice et rejettent en bloc les nouveautés que peuvent apporter les Occidentaux — les « Traditionalistes » (en persan : sonnat-parastân),.
Apparaît cependant une position plus modérée, qui souhaite fusionner les techniques et idées des deux traditions. William G. Millward décrit cette démarche comme combinant les formes étrangères tout en respectant les valeurs et le patrimoine iraniens. La société iranienne se trouve quoi qu'il en soit affectée par l'introduction des idées sociétales et culturelles ainsi que de l'industrie modernes occidentales. L'art iranien finit lui aussi par se trouver influencé, et plusieurs mouvements artistiques et culturels font leur apparition. À travers des discours ayant une portée politique et sociétale, cette occidentalisation de l'art moderne iranien porte un enjeu de recherche identitaire, en particulier dans les années 1960.

### Création de l'école de Saqqa-Khaneh

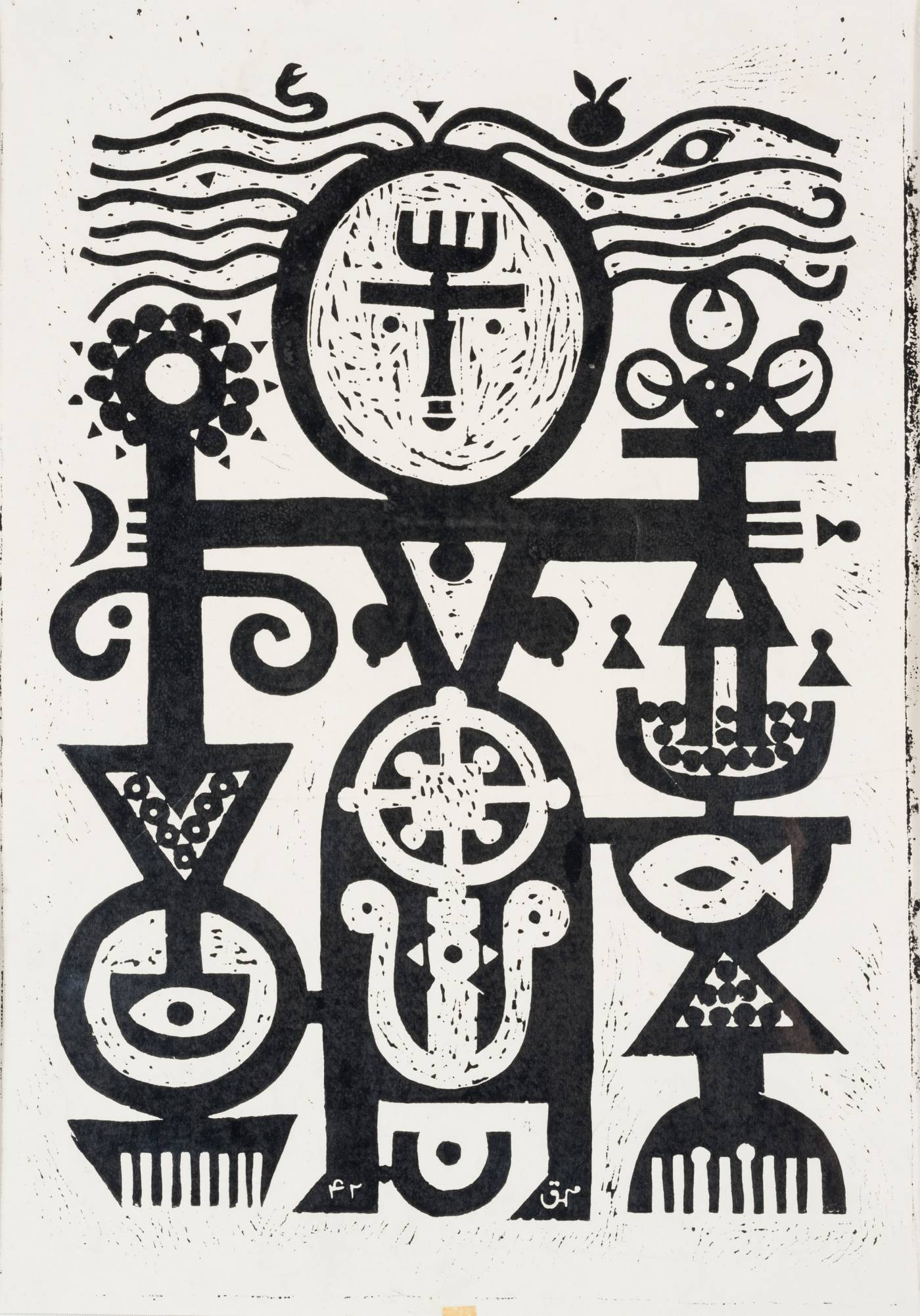
Linogravure de Mansour Ghandriz. Elle contient des inscriptions calligraphiques en bas au centre : م.ق ۴۲.

C'est ainsi qu'apparaissent des courants d'art iranien moderne qui allient modernisation et expressivité individuelle, et incluent dans l'œuvre des éléments, des motifs, du passé : le mouvement Saqqa-Khaneh est le plus important d'entre eux. Il est informellement impulsé dans les années 1950 et 1960 par les artistes Hossein Zenderoudi (en) (1937-), Parviz Tanavoli (1937-), Faramarz Pilaram (1938-1983), Massoud Arabshahi (en) (1935-), Mansour Ghandriz (1936-1966), Nasser Oveisi (1934-), Sadeq Tabrizi (1939-) et Zhazeh Tabatabai (1928-),,. Ces artistes ont tous fréquenté l'École des Arts Décoratifs de Téhéran, tout juste créée en 1961 et qui a formé de nombreux « peintres, sculpteurs et designers modernes qui ont joué un rôle crucial dans le développement de l’art visuel contemporain iranien ». Les professeurs, iraniens et étrangers, encouragent leurs élèves à trouver dans les symboles, expressions idiomatiques et héritages locaux des sources d'inspiration,.
Selon le critique d'art, journaliste Karim Emami et maître de conférences en anglais au Collège des arts décoratifs de Téhéran, l'exposition des toiles de Zenderoudi à la Biennale de Téhéran de 1962 marque l'acte de naissance de l'école de Saqqa-Khaneh, qu'il est le premier à nommer ainsi à cette occasion. Ce mouvement d'art moderne néo-traditionnel est enraciné dans une histoire de peintures de café et d'éléments visuels de l'Islam chiite,,. Le mot Saqqakhaneh se référait à l'origine à un type de sanctuaire de fontaine d'eau trouvé localement, et en est venu à représenter un mouvement caractérisé fortement par le symbolisme. D'autres motifs trouvés dans la région ont été incorporés au mouvement artistique — la main en est un excellent exemple,. Dans les articles du chercheur Karim Emami sur les « peintures de Saqqā-ḵāna », il définit celle-ci comme ayant « combiné l'imagerie religieuse et les éléments décoratifs traditionnels avec des techniques de peinture modernes, [et] joué un rôle important en attirant l'attention des médias et des connaisseurs d'art sur le genre ». Un langage visuel a été créé en s'inspirant de l'histoire de la culture islamique chiite, notamment de la saqqakhana, un petit espace public dans lequel on donne de l'eau aux étrangers, souvent décoré de symboles et d'offrandes. Les artistes de ce genre se réappropriaient ces traditions symboliques associées à la saqqakhana, mais avec une posture moderniste.
Les artistes associés à Saqqa-Khaneh ont réussi à combiner les traditions stylistiques de l'art occidental et les symboles locaux, notamment la calligraphie, les signes du zodiaque, les astrolabes, les amulettes et les talismans, afin de concevoir un langage visuel distinctement local. Les motifs religieux, tels que la main ou le bol, occupent également une place importante dans les œuvres de Saqqa-Khaneh.
À la fin des années 1960 et dans les années 1970, les artistes iraniens de l'école de Saqqa-Khaneh jouissent d'une notoriété internationale, ce qui contribue à ouvrir la voie à l'ouverture du musée d'Art contemporain de Téhéran en 1977. Celui-ci possède une importante collection d'artistes occidentaux et iraniens.
La révolution iranienne de 1979 a stoppé la dynamique de la scène artistique iranienne,, les artistes des mouvements néo-traditionnel — a fortiori ceux qui sont à l'étranger — ne pouvant plus présenter leurs œuvres en Iran.

## Postérité

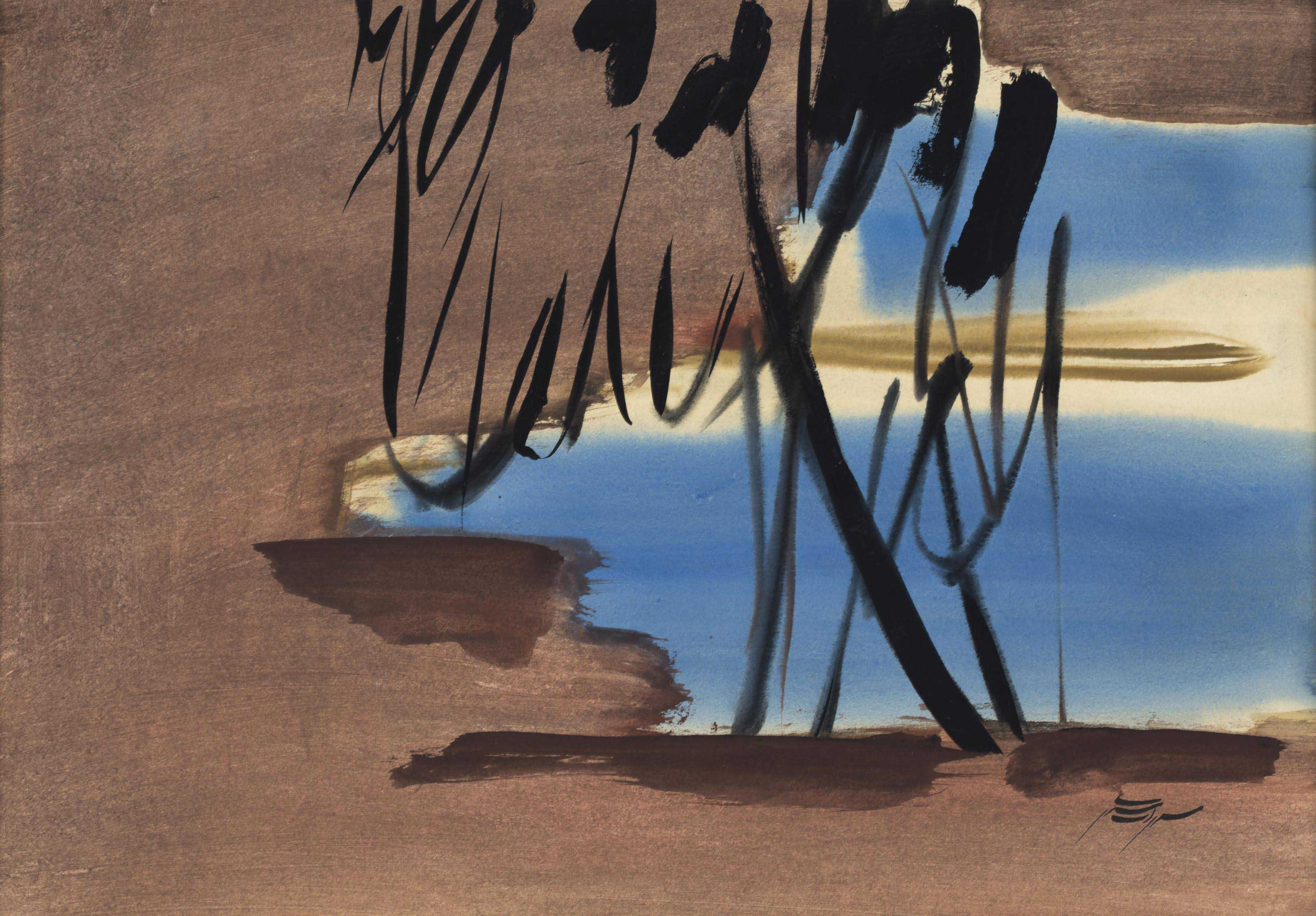
Tableau abstrait de Sohrab Sepehri (années 1960).

Après la publication de l'ouvrage L'Orientalisme d'Edward Saïd en 1978 (qui posait des questions similaires), divers spécialistes ont débattu de la question de savoir si le mouvement Saqqa-Khaneh a été affecté par la vision postcoloniale de l'Iran ou plutôt s'il a intensifié l'orientalisme,.
En 2013, Layla S. Diba (en) et Fereshteh Daftari coorganisent l'exposition « Iran Modern » (2013) présentée à l'Asia Society de New York. L'exposition est la première grande exposition d'art moderne d'Iran, présentant 26 artistes dont Ahmad Aali (en), Abbas, Massoud Arabshahi (en), Siah Armajani, Mohammad Ehsai, Monir Shahroudy Farmanfarmaian, Mansour Ghandriz, Marcos Grigorian (en), Ghasem Hajizadeh (en), Nahid Hagigat (en), Bahman Jalali (en), Rana Javadi (en), Reza Mafi, Leyly Matine-Daftary (en), Ardeshir Mohasses (en), Bahman Mohassess, Nicky Nodjoumi (en), Houshang Pezeshknia, Faramarz Pilaram, Behjat Sadr, Abolghassem Saidi, Sohrab Sepehri, Parviz Tanavoli, Mohsen Vaziri-Moqaddam, Manoucher Yektai (en) et Hossein Zenderoudi (en). L'exposition était divisée en sections, notamment les styles d'art Saqqa-Khaneh et néotraditionnel influencés par l'histoire de l'art populaire, l'art abstrait et la calligraphie.
Le mouvement Saqqa-Khaneh fait partie des mouvements artistiques précurseurs importants de l'école de peinture calligraphique. En Iran, ce mouvement était connu sous le nom de Naqqashi-Katt.
La fascination des artistes de Saqqa-Khaneh pour les signes et les talismans a dépassé le cadre de l'art d'avant-garde pour se retrouver dans la mode féminine, où ses motifs sont utilisés dans des écharpes, des châles, des chemises et d'autres objets similaires.